# Шумково (Павинский район)
 Шумково — деревня в Павинском районе Костромской области. Входит в состав Петропавловского сельского поселения.

## География
Находится в северо-восточной части Костромской области на расстоянии приблизительно 14 км на восток-юго-восток по прямой от села Павино, административного центра района на берегу реки Векошница.

## История
В XIX веке деревня находилась на территории Никольского уезда Вологодской губернии. В 1859 году здесь было учтено 13 дворов.

## Население
Численность постоянного населения составляла 102 человека (1859), 117 в 2002 году (русские 100 %), 62 в 2022.